# Théâtre Cameri
Pour la ville d'Italie, voir Cameri.
Le théâtre Cameri (en hébreu, התיאטרון הקאמרי, HaTeatron HaKameri), fondé en 1944 à Tel Aviv, est l’un des principaux théâtres d’Israël, situé dans le Tel Aviv Performing Arts Center. 

## Présentation
Le Cameri, le théâtre municipal de Tel Aviv, présente jusqu’à dix nouvelles productions par an, en plus de son répertoire des années précédentes. Le théâtre a 34 000 abonnés et attire quelque 900 000 spectateurs par an.
En 2003, le Cameri s’est installé dans ses nouveaux locaux du Tel Aviv Performing Arts Center, adjacent au Nouvel Opéra d’Israël, à la bibliothèque municipale et au musée d'art de Tel Aviv. Le nouveau théâtre a cinq auditoriums : Cameri 1, le plus grand auditorium, a 930 sièges ; Cameri 2 a 430 sièges, la Boîte noire (Black Box), 250 sièges, et le Hall des Répétitions (Rehearsal Hall), 160 sièges.
Les programmes d’action sociale du Cameri comprennent la Fondation pour la Paix (Peace Foundation), qui réunit de jeunes Israéliens et Palestiniens pour voir des pièces de théâtre, et Théâtre dans l’Éducation (Theater in Education), qui amène des lycéens, étudiants et audiences à besoins spécifiques au théâtre. Le Cameri propose également des tarifs réduits pour les personnes âgées et la traduction simultanée de ses productions en anglais, russe et arabe.
Le directeur général du Cameri, Noam Semel, a fondé l’Institut de théâtre israélien (Institute of Israeli Drama), qui promeut le théâtre israélien en Israël et à l’étranger.
La troupe de Yael Ronen, englobant Yousef Sweid, Raida Adon, Mira Awad, Ashraf Barhom, Shredy Jabarin, Loai Nofi et Doraid Liddawi, a été plusieurs années en résidence au Cameri.
Omri Nitzan est directeur artistique du théâtre de 1993 à 2019.

## Distinctions
En 2005, le Cameri a gagné le prix Israël pour ses réalisations et sa contribution spéciale à la société et à l’État d’Israël.